# A magyarországi vasútvillamosítás története

Magyarország villamosított és villamosítani tervezett vasútvonalai 2017-ben

Magyarországon 2012-ben a vasútvonalak 37,8%-a, 3005 km vasúti pálya volt ellátva villamos felsővezetékkel.

## A magyar vasútvillamosítás krónikája
A Magyar Királyi Államvasutak már a 20. század elején tervezte a villamos vontatás kiépítését. 1910 körül négy nagyvasúti vonal villamosítása volt tervben, azonban a Monarchia hadügyminisztériuma kettőt stratégiai okokból elvetett, a másik kettő megvalósítását pedig a magánvállalkozókkal elhúzódó tárgyalások, az Államvasutaknak nem megfelelő feltételek, majd az első világháború kitörése akadályozta meg. 1911 őszén nyílt meg az utazóközönségnek az Államvasutak által kezelt Rákospalota–Veresegyház–Vác és Veresegyház–Gödöllő vonal, egyfázisú, 10 kilovolt feszültségű, 15 hertzes váltakozó áramú villamosítással.
1914. február 1-én megnyílt a Duna jobb partján futó Bécs–Pozsony helyiérdekű villamos vasútvonal (más néven: Bécsi villamos (P.O.H.É.V.) vagy németül Pressburgerbahn).
A kezdeti lendületet az első világháború kitörése törte meg.
Kandó Kálmán 1917-ben egy újabb villamosítási szisztémát dolgozott ki: a fázisváltós rendszer sokkal gazdaságosabbnak tűnt az addig használt technológiánál. Az 50 hertzes váltakozó áramú rendszer legnagyobb előnye, hogy a vasút a külön erőművekből átalakító-állomásokon keresztül érkező áram helyett az országos hálózatot használhatja, a 16 kilovoltos 50 Hz frekvenciájú váltakozó áramot pedig a mozdonyon található úgynevezett fázisváltó alakítja át a vontatómotorok meghajtásához szükséges többfázisú árammá. A találmány újraélesztette a hazai vasútvillamosítási terveket, hogy a Keleti pályaudvarról kiindulva három irányba, nevezetesen a Bruck an der Leitha, a hatvani és a szolnoki vonalak felé, összesen 380 kilométer hosszon. Az első világháborút követően azonban nem kapott az államtól elég támogatást az Államvasutak, így a terveken is módosítottak. A mozdonnyal végzett nagyvasúti villamos próbaüzemre a Nyugati pályaudvartól Dunakeszi-Alag állomásra (mai nevén Dunakeszi) vezető kétvágányú fővonalszakaszt választották ki. A 15 kilométer hosszú, 15 kilovolt 50 hertzes betáplálású pályán az első villamos mozdony 1923. október 31-én haladt végig. Az első hónapok tapasztalatai alapján 1926-ban Kandó vezetésével átalakították a próbamozdonyt: módosítottak a fázisváltón, a sebességszabályozáson, a motorok tekercselésén. A módosított géppel 1928. augusztusától 1931. végéig körülbelül 62 ezer kilométer tesztfutást végeztek. A kormány az eredmények alapján 1929-ben jóváhagyta a hegyeshalmi fővonal 50 hertzes fázisváltós rendszerű villamosítását. A munkálatok 1931 tavaszán kezdődtek meg. A MÁV még az év februárjában megrendelt a Ganztól harminchat villamos mozdonyt, melyek közül az első, a V40 001 pályaszámú már 1932. májusára elkészült. A vonali szolgálatra tervezett mozdonnyal júniusban kezdődhettek meg a próbámenetek a Budapest-Keleti pályaudvar–Komárom szakaszon, melyen addigra elkészült a felsővezeték és a villamos betáplálás kiépítése. A szakaszon 1932. szeptember 12-én közlekedett először közforgalmú villamos szerelvény a felsővezetékről betáplált áramot használva. A vonatot az első V40-es Kandó-mozdony húzta. Az esemény kiemelt jelentőségét az adja, hogy ezen a szakaszon alkalmaztak először a világon 50 periódusú, egyfázisú, az ipari villamosenergia-szolgáltató hálózatra épülő villamos vontatási rendszert, vagyis a Keleti pályaudvartól Komáromig tartó vasúti pálya lett a világ első és egyetlen, ipari frekvenciával villamosított vonala, kibővülve 1934. októberétől a Hegyeshalomig történő villamosítással. Ezt a státuszt a vonal egészen 1947-ig megőrizte. A teljes vonal személyszállító- és teherforgalmát huszonkilenc, óránként száz kilométer per órás tempóra képes V40-essel és három V60-as, kis átmérőjű kerekei miatt a malaclábú becenevet kiérdemlő tehermozdonnyal látták el. További érdekesség, hogy a Bécs felé menő osztrák oldal villamosítása csak 1976-ban készült el.
A második világháború hatalmas károkat okozott a vasúthálózaton. Súlyosan megrongálódott és használhatatlanná vált a dunakeszi kísérleti szakasz, a hegyeshalmi vonalon is csak közel egyévnyi szünet után, 1945 őszén, megfeszített újjáépítési munkálatokat követően vehették fel újra a forgalmat, de azon belül is csak a Budaörs és Felsőgalla között, egyetlen vágányon. A háborút következő évek leginkább az újjáépítésről szóltak, a kísérleti villamosított szakasz azonban – a hegyeshalmi vonal működőképességének okán – megszűnt.
1949-ben a MÁV berkein belül megalakult a Villamos Felsővezeték Építésvezetőség, majd év végén folytatódott a Kandó-féle 50 periódusú rendszer továbbfejlesztése, 1950. augusztusára pedig már el is készült az első fázis-periódusváltós V55-ös mozdony. Az új technológia utat nyitott a villamosított hálózat kiterjesztésére, mely az 1960-as években elhozta az újabb korszakot a magyar vasútvillamosításban. Az új kor új mozdonyokat is követelt, ezért a MÁV átmeneti megoldásként Ward-Leonard rendszerű mozdonyokat rendelt a Ganz-MÁVAG-tól. E kor szülötte a Leó becenevű V41 és a V42-sorozat, mely egyaránt alkalmas volt a 16 és 25 kilovoltos feszültségről történő működésre.
A villamosítás iránya Záhony felé fordult és elsőként a Keletitől Hatvanig vezető vonal felett épült ki a drót 1956. augusztusára, 1962. novemberére pedig már az akkor még jelentős iparral büszkélkedő Miskolc-Tiszai pályaudvaráig ért el a villamos betáplálás. A vonal villamosítása még 16 kilovolt feszültséggel valósult meg, 1963-ban viszont áttértek a Nemzetközi Vasútegylet (UIC) által jóváhagyott 25 kilovoltra. Ekkor jelentek meg az első, még az NSZK-ban, a Siemens vezetése alatt álló gazdasági munkaközösség által készített V43-as mozdonyok, melyek átkapcsolóval rendelkeztek a 16 kilovoltos feszültségre. Az első hét mozdony készült külföldön, a sorozatgyártást viszont már licenc alapján a Ganz-MÁVAG végezte Budapesten.
Az 1968-as közlekedéspolitikai koncepció, majd főleg az 1973-as és 1979-es olajválság komolyabb lökést adott a villamos vontatási üzem hazai terjedésének. Az 1970-es években az Alföldön, majd az 1980-as évek közepétől a Dél-Dunántúlon is történtek jelentősebb hálózat építések (utóbbi térségben a 2×25 kV-os rendszer sikeres bevezetésével). 1970-re a Nyugati pályaudvar és Debrecen felől is elérte Nyíregyházát a villamosítás. A villamosított vonalak terjeszkedésével a V43-as, a szilícium egyenirányítójuk miatt Szilinek becézett villanygépek száma is nőtt. 1974-re Szolnokon át Lőkösházáig, így a magyar-román határig ért el a felsővezeték. A MÁV teherszállítási igényeire a Ganz az 1980-as évekre leszállította a 3757 kilowatt névleges teljesítményű V63-as Gigantokat. 1987-ben a GYSEV első villamosított vonalszakasza is elkészült Sopron-Győr között. Ebben az időben a dízel tolatómozdonyok kiváltására a MÁV a Ganztól 60 mozdonyt rendelet elsősorban tolató feladatokra, amit a V46-os Szöcske mai napig megoldott.
A rendszerváltást követően kapott lendületet a Nyugat-Dunántúlon elhelyezkedő pályák villamosítása, 2000-ben ért el Szombathelyig, majd a közelmúltban Zalaegerszegig. A 30-as vonal villamosítása a horvát határt 1995-ben érte el a Murakeresztúr-Gyékényes szakasz átadásával. A hálózatépítés az osztrák határt 2001-ben Sopronkeresztúrnál, 2004-ben Pomogynál, majd 2010-ben Szentgotthárdnál is elérte. A szlovén határig 2010-ben nyújtózkodott a villamos hálózat.

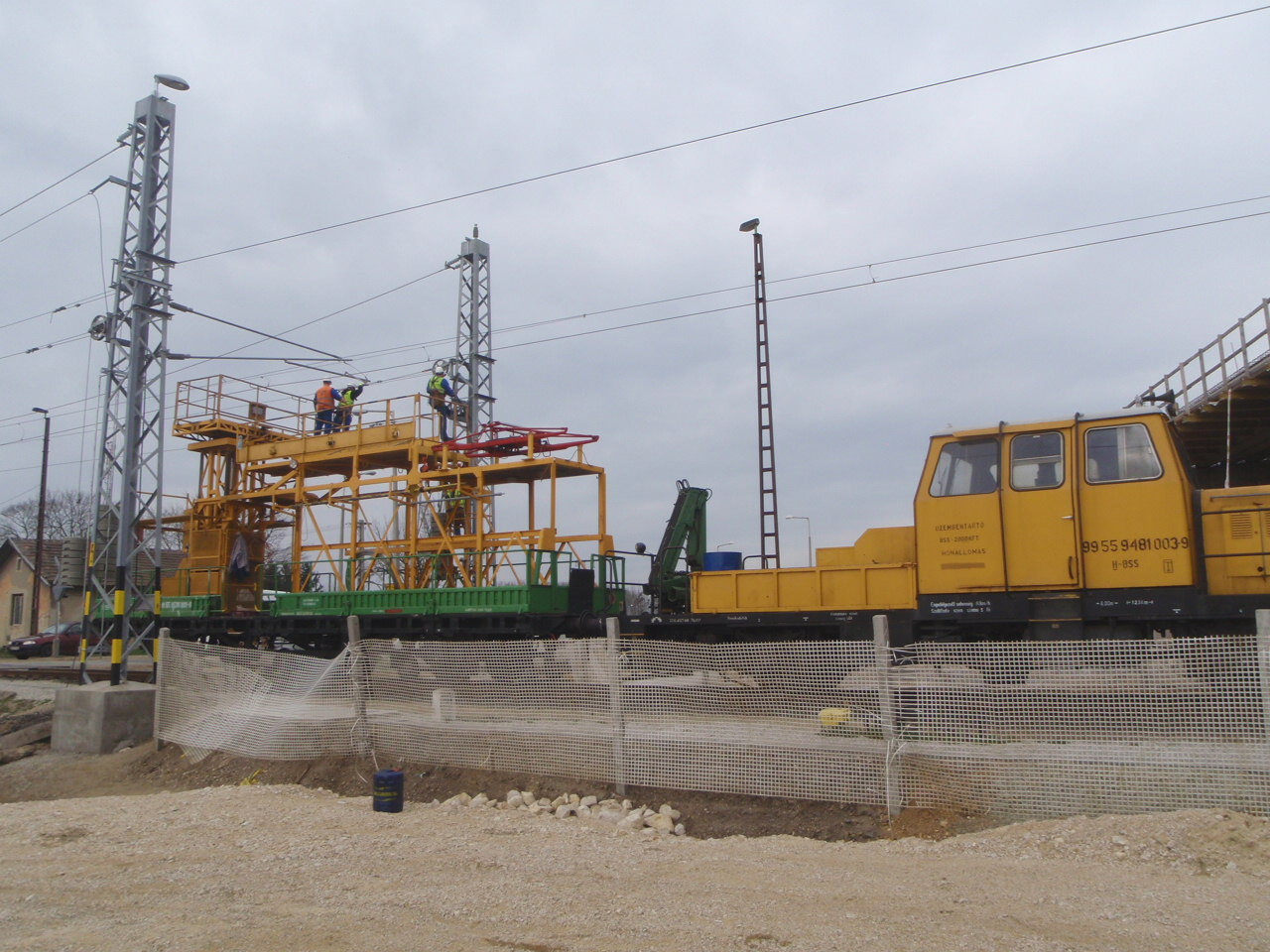
16-os vasútvonal villamosítása Hegyfalunál

A GYSEV által üzemeltetett vonalak bővítésével az elmúlt tíz évben az Alpokalján fekvő pályák kaptak új villamos vontatást. A 2015. június 11-én a Csorna-Porpác szakasz is elkészült, amit a Hegyeshalom-Csorna és Szombathely-Zalaszentiván szakaszok átadása követett. A MÁV kezelésében lévő, villamosítani tervezett Zalaszentiván-Nagykanizsa vonalszakasz elkészülte után a fővonalak észak-déli irányban alkalmasak lesznek a közép-európai tranzitforgalom egészen Adriai-tengerig való levezetésére végig villamosított pályán.
Budapesten a Keleti pályaudvaron 1931-ben, a Nyugati pályaudvaron 1968-ban, a Déli pályaudvaronon 1981-ben vették fel a villamos vontatású üzemet.

### Statisztika
A magyarországi vasútvonalak teljes hálózatának villamosítottsága az elmúlt évtizedekben fokozatosan emelkedett. A teljes vasúti pályának 1971-re 10%-a, 1980-ra 20,6%-a, 1985-re 25,8%-a, 1990-re 28%-a, 2000-re 35%-a vált villamosítottá. 2012-ben 3005 km vasútvonal volt villamosítva Magyarországon, ami a teljes hálózat 37,8%-a. 2015 júniusától a 3110 km villamosított vasútvonal a teljes pálya 39,1%-a, 2019-ben 40,45%-a volt. Az üzemelővonalak közül a legnagyobb arányú villamosítás Vas megyében (itt kivétel: a 18-as és 10‒es), Győr‒Moson‒Sopron megyében (ahol kivétel: a 10‐es és 11-es vasútvonalak), és Pest megyében található. Nógrád megyében viszont nincsen felsővezetékkel ellátott szakasz.
2012-ben a MÁV Zrt. kezelésében lévő hálózat 36,1%-a, míg a GYSEV által kezelt pálya 55,4%-a volt villamosítva.
2015–2016-ban a GYSEV a Hegyeshalom-Porpác és a zalaszentiváni vonalainak villamosítása is befejeződött. 2018-ban zárult a MÁV a kezelésében lévő esztergomi vonal villamosítása is.
2016. év végén a GYSEV hálózatának 89%-a villamosított, míg a folyamatban lévő munkák zárásaként 2018-ban a MÁV-hálózat 36,8%-a lett villamosítva, ami 2019-ben elérte a 37,4 %-ot.

## Villamosított vonalszakaszok időrendi sorrendben
| Év                       | Hónap, nap                | Vonal                                                            | Vonalszám  | Villamosított szakasz                                                                      | Szakasz hossza (km) | Megjegyzés |
| ------------------------ | ------------------------- | ---------------------------------------------------------------- | ---------- | ------------------------------------------------------------------------------------------ | ------------------- | --- |
| 1911                     | szeptember 2., október 3. | Budapest–Vácrátót–Vác-vasútvonal, Veresegyház–Gödöllő-vasútvonal | 71, 72     | Rákospalota-Újpest–Veresegyház–Gödöllő, Veresegyház–Vác                                    | 52                  | Rákospalota-Újpest–Veresegyház–Gödöllő szept. 2., Veresegyház–Vác: okt. 3. A villamos felsővezeték a második világháborúban tönkrement. A 71-es vonal újravillamosítása 1999-ben történt meg. |
| 1913                     | április 10.               | Arad-Hegyaljai Motoros HÉV                                       | 396, 397   | Arad (HÉV)–Gyorok–Pankota (HÉV)/Máriaradna (HÉV)                                           | 58,32               | 1000 mm keskeny nyomközű helyiérdekű vasút, 1650 V egyenárammal villamosítva |
| 1914                     | február 1.                | Bécs-Pozsony Helyiérdekű Vasút                                   |            | Bécs Hauptzollamt–Pozsony, Baross Gábor út-Koronázási domb húrok (ma: Šafárikovo námestie) | 69,3                | A bécsi nagyvásárcsarnok és Gross Schwechat mozdonyváltó állomás között 600 V-os egyenárammal volt villamosítva, Gross Schwechat és Köpcsény között 15 kV-os, 16 2/3 Hz-es váltakozó feszültségű vontatási rendszert alakított ki. Köpcsény állomás és a Koronázási domb téri pozsonyi végállomás közötti harmadik, városi szakaszon 550 V-os egyenáramú rendszer működött. A nemzetközi forgalom 1945. április 3-án állt le. |
| 1923                     | –                         | Budapest–Szob-vasútvonal                                         | 70         | Budapest-Nyugati pályaudvar–Dunakeszi-Alag (ma Dunakeszi)                                  | 15                  | 15 kV 50 Hz, Istvántelekről táplálva, VM 5 gyári típusjelzésű villamos mozdonyokkal |
| 1932                     | szeptember 12.            | Budapest–Hegyeshalom–Rajka-vasútvonal                            | 1          | Budapest-Keleti–Komárom                                                                    | 101,114             | 16 kV 50 Hz rendszerben 1970-72-ig |
| 1934                     | október 23.               | Budapest–Hegyeshalom–Rajka-vasútvonal                            | 1          | Komárom–Hegyeshalom                                                                        | 83,871              | 16 kV 50 Hz rendszerben 1970-72-ig |
| 1951                     | –                         | Körvasút                                                         | 200, 205   | Rákosrendező–Ferencváros                                                                   | 15,923              | 16 kV 50 Hz rendszerben 1963-ig |
| 1956                     | augusztus 17.             | Budapest–Sátoraljaújhely-vasútvonal                              | 80         | Keleti pályaudvar–Hatvan                                                                   | 66,233              | 16 kV 50 Hz rendszerben 1963 tavaszáig |
| 1959                     | november 14.              | Budapest–Sátoraljaújhely-vasútvonal                              | 80         | Hatvan–Vámosgyörk                                                                          | 20,956              | 16 kV 50 Hz rendszerben 1963 tavaszáig |
| 1961                     | július 21.                | Budapest–Sátoraljaújhely-vasútvonal                              | 80         | Vámosgyörk–Füzesabony                                                                      | 37,749              | 16 kV 50 Hz rendszerben 1963 tavaszáig |
| 1962                     | megjegyzésben             | Budapest–Sátoraljaújhely-vasútvonal                              | 80         | Füzesabony–Miskolc-Tiszai                                                                  | 56,780              | Füzesabony–Mezőkövesd: júl. 19., Mezőkövesd–Emőd: ?, Emőd–Nyékládháza: szept. 29., Nyékládháza–Miskolc-Tiszai: nov. 17. |
| 1962                     | –                         | Nyékládháza–Tiszaújváros-vasútvonal                              | 89         | Tiszapalkonya-Erőmű–Nyékládháza                                                            | 15,578              | |
| 1965                     | december 23.              | Tatabánya–Oroszlány-vasútvonal                                   | 12         | Tatabánya–Oroszlány                                                                        | 14,957              | |
| 1966                     | –                         | Budapest–Sátoraljaújhely-vasútvonal                              | 80         | Miskolc-Tiszai–Mezőzombor                                                                  | 42,279              | |
| 1966                     | december 17.              | Mezőzombor–Nyíregyháza-vasútvonal                                | 100c       | Mezőzombor–Nyíregyháza                                                                     | 45,262              | [ 12 ] |
| 1967                     | december 29.              | Budapest–Záhony-vasútvonal                                       | 100        | Nyíregyháza–Záhony                                                                         | 65,590              | [ 9 ] |
| 1968                     | –                         | Budapest–Záhony-vasútvonal                                       | 100        | Budapest-Nyugati–Cegléd                                                                    | 72,202              | |
| 1969                     | –                         | Budapest–Záhony-vasútvonal                                       | 100        | Cegléd–Szajol                                                                              | 38,392              | |
| 1970                     | megjegyzésben             | Budapest–Záhony-vasútvonal                                       | 100        | Szajol–Nyíregyháza                                                                         | 159,536             | Szajol–Karcag: júl. 12., Karcag–Debrecen: nov. 1., Debrecen–Nyíregyháza: dec. 19. |
| 1971                     | december 22.              | Budapest–Szob-vasútvonal                                         | 70         | Budapest-Nyugati–Szob országhatár                                                          | 63,611              | Párkány-Nána (Štúrovo) állomásig |
| 1971                     | július 10.                | Miskolc–Bánréve–Ózd-vasútvonal                                   | 92         | Miskolc-Tiszai–Sajóecseg                                                                   | 10,650              | |
| 1972                     | május 24.                 | Komárom–Érsekújvár-vasútvonal                                    | 3          | Komárom – Komárom országhatár                                                              | 2,758               | Komárom (Szlovákia) állomásig. Érsekújvártól már 1969. szept. 27-én átadták. |
| 1973                     | megjegyzésben             | Budapest–Újszász–Szolnok-vasútvonal                              | 120a       | Rákos–Szolnok                                                                              | 92,322              | Rákos–Nagykáta: jan. 3., Nagykáta–Szolnok: szept. 5. |
| 1974                     | –                         | Szajol–Lőkösháza-vasútvonal                                      | 120        | Szajol–Lőkösháza                                                                           | 114,388             | |
| 1975                     | július 12.                | Hatvan–Újszász-vasútvonal                                        | 82         | Hatvan–Újszász                                                                             | 52,019              | |
| 1975                     | –                         | Füzesabony–Putnok-vasútvonal                                     | 87         | Füzesabony–Eger                                                                            | 16,434              | |
| 1976                     | május 22.                 | Budapest–Hegyeshalom–Rajka-vasútvonal                            | 1          | Hegyeshalom – Hegyeshalom országhatár                                                      | 4,749               | 15 kV 16 2/3 Hz rendszerben |
| 1978                     | –                         | Budapest–Kelebia-vasútvonal                                      | 150        | Ferencváros–Kunszentmiklós-Tass                                                            | 53,891              | |
| 1978                     | –                         | Budapest–Hegyeshalom–Rajka-vasútvonal                            | 1d         | Hegyeshalom–Rajka                                                                          | 13,636              | |
| 1978 k.                  | –                         | Hegyeshalom–Porpác-vasútvonal                                    | 16         | Hegyeshalom–Mosonszolnok                                                                   | 7,086               | [ 15 ] |
| 1979                     | –                         | Budapest–Kelebia-vasútvonal                                      | 150        | Kunszentmiklós-Tass–Kelebia                                                                | 102,247             | |
| 1980                     | december 9.               | Budapest–Kelebia-vasútvonal                                      | 150        | Kelebia – Kelebia országhatár                                                              | 3,283               | |
| 1980                     | december 9.               | Kiskunhalas–Kiskunfélegyháza-vasútvonal                          | 155        | Kiskunhalas–Kiskunfélegyháza                                                               | 45,711              | |
| 1980                     | december 9.               | Cegléd–Szeged-vasútvonal                                         | 140        | Cegléd–Kiskunfélegyháza                                                                    | 57,879              | |
| 1981                     | –                         | Dombóvár–Gyékényes-vasútvonal                                    | 41, 60     | Gyékényes – Gyékényes országhatár                                                          | 0,958               | szigetüzem, a JŽ-vel közös üzemváltó állomásként |
| 1982                     | –                         | Cegléd–Szeged-vasútvonal                                         | 140        | Kiskunfélegyháza–Szeged                                                                    | 60,023              | |
| 1983                     | –                         | Budapest–Pécs-vasútvonal                                         | 40         | Kelenföld–Sárbogárd                                                                        | 77,92               | |
| 1983                     | –                         | Budapest–Murakeresztúr-vasútvonal                                | 30         | Budapest-Déli–Kelenföld                                                                    | 4,168               | |
| 1983                     | –                         | Miskolc–Bánréve–Ózd-vasútvonal                                   | 92         | Sajóecseg–Kazincbarcika                                                                    | 13,980              | |
| 1983                     | –                         | Pusztaszabolcs–Paks-vasútvonal                                   | 42         | Pusztaszabolcs–Dunaújváros                                                                 | 26,952              | |
| 1984                     | –                         | Budapest–Pécs-vasútvonal                                         | 40         | Sárbogárd–Dombóvár                                                                         | 80,453              | |
| 1984                     | –                         | Vámosgyörk–Gyöngyös-vasútvonal                                   | 85         | Vámosgyörk–Gyöngyös                                                                        | 12,533              | |
| 1985                     | –                         | Budapest–Pécs-vasútvonal                                         | 40         | Godisa–Pécs                                                                                | 46,553              | |
| 1985                     | –                         | Aszód – Galgamácsa – Vácrátót – Vác                              | 71, 77, 78 | Aszód–Vác                                                                                  | 33,405              | |
| 1985                     | április 1.                | Füzesabony–Putnok-vasútvonal                                     | 87         | Eger–Eger-Felnémet                                                                         | 7,908               | |
| 1986                     | július 10.                | Mezőkeresztes-Mezőnyárád – Bükkábrány vasútvonal                 | 371        | Mezőkeresztes-Mezőnyárád – Bükkábrány                                                      | 2,955               | [ 17 ] |
| 1987                     | május 31.                 | Győr–Sopron-vasútvonal                                           | 8          | Győr–Sopron                                                                                | 84,278              | [ 18 ] |
| 1987                     | –                         | Budapest–Murakeresztúr-vasútvonal                                | 30         | Kelenföld–Siófok                                                                           | 110,413             | Szabadbattyán – Siófok 2×25 kV rendszerben |
| 1988                     | május 27.                 | Sopron–Ebenfurt-vasútvonal                                       | 8          | Sopron – Sopron országhatár                                                                | 5,410               | Ebenfurth állomásig, végig 25 kV 50 Hz rendszerben |
| 1988                     | –                         | Budapest–Pécs-vasútvonal                                         | 40         | Dombóvár–Godisa                                                                            | 17,308              | |
| 1988                     | –                         | Dombóvár–Gyékényes-vasútvonal                                    | 41         | Dombóvár–Kaposvár                                                                          | 30,544              | Kapospula – Kaposvár 2×25 kV rendszerben |
| 1989                     | –                         | Budapest–Murakeresztúr-vasútvonal                                | 30         | Siófok–Fonyód                                                                              | 42,169              | 2×25 kV rendszerben |
| 1990                     | –                         | Budapest–Murakeresztúr-vasútvonal                                | 30         | Fonyód–Balatonszentgyörgy                                                                  | 23,494              | 2×25 kV rendszerben |
| 1990                     | –                         | Balatonszentgyörgy–Tapolca–Ukk-vasútvonal                        | 26         | Balatonszentgyörgy–Keszthely                                                               | 9,811               | |
| 1991                     | április 22.               | Budapest–Hegyeshalom–Rajka-vasútvonal                            | 1d         | Rajka – Rajka országhatár                                                                  | 2,391               | Oroszvár állomásig |
| 1992                     | február 14.               | Nagyút–Visonta-vasútvonal                                        | 372        | Visontai Kombinát – Nagyút                                                                 | 12,280              | [ 17 ] |
| 1992                     | –                         | Dombóvár–Gyékényes-vasútvonal                                    | 41         | Kaposvár–Somogyszob                                                                        | 40,676              | 2×25 kV rendszerben |
| 1994                     | –                         | Dombóvár–Gyékényes-vasútvonal                                    | 41         | Somogyszob–Gyékényes                                                                       | 29,476              | 2×25 kV rendszerben |
| 1995                     | –                         | Murakeresztúr–Szentlőrinc-vasútvonal                             | 60         | Murakeresztúr – Gyékényes                                                                  | 16,048              | 2×25 kV rendszerben |
| 1997                     | megjegyzésben             | Felsőzsolca–Hidasnémeti-vasútvonal                               | 90         | Felsőzsolca – Hidasnémeti országhatár                                                      | 59,892              | Hidasnémeti – országhatár: máj. 28. vagy jún. 5., 25 kV 50 Hz rendszerben szigetüzemben táplálva Encsről. Az ekkor átadott szlovák rész Hernádcsány (Čaňa) – országhatár, 3 kV DC rendszerben. A Bárca (Barca) – Hernádcsány szakasz már 1984. nov. 7-én átadva. Felsőzsolca – Hidasnémeti: dec. 15. |
| 1998                     | szeptember 25.            | Budapest–Murakeresztúr-vasútvonal                                | 30         | Balatonszentgyörgy – Murakeresztúr                                                         | 53,745              | 2×25 kV rendszerben |
| 1999                     | február 23.               | Budapest–Vácrátót–Vác-vasútvonal                                 | 71         | Rákospalota-Újpest – Vácrátót                                                              | 31,250              | |
| 1999                     | –                         | Székesfehérvár–Szombathely-vasútvonal                            | 20         | Székesfehérvár–Várpalota                                                                   | 22,430              | |
| 2000                     | –                         | Székesfehérvár–Szombathely-vasútvonal                            | 20, 21     | Várpalota–Szombathely-Rendező                                                              | 147,929             | |
| 2001                     | –                         | Sopron–Kőszeg-vasútvonal                                         | 15, 15D    | Sopron – Harka országhatár                                                                 | 6,602               | Sopronkeresztúr állomásig, végig 25 kV 50 Hz rendszerben |
| 2002                     | –                         | Sopron–Szombathely-vasútvonal                                    | 15         | Harka–Szombathely                                                                          | 57,116              | |
| 2003 ?                   | –                         | Soroksár – Soroksár-Terminál                                     | 235        | Soroksár – Soroksár-Terminál                                                               | 3,420               | |
| 2004                     | április                   | Fertővidéki Helyiérdekű Vasút                                    | 9          | Fertőszentmiklós – Fertőújlak országhatár                                                  | 10,731              | Nezsider állomásig, végig 25 kV 50 Hz rendszerben |
| 2010                     | május 18.                 | Boba–Bajánsenye-vasútvonal                                       | 25         | Boba – Bajánsenye országhatár                                                              | 102,493             | Őrihodos állomásig |
| 2010                     | december 2.               | Szombathely–Szentgotthárd-vasútvonal                             | 21         | Szombathely-Rendező–Szentgotthárd                                                          | 52,213              | |
| 2015                     | megjegyzésben             | Hegyeshalom–Porpác-vasútvonal                                    | 16         | Mosonszolnok – Porpác                                                                      | 86,426              | Csorna – Porpác: júl. 31., Mosonszolnok – Csorna: szept. 22. |
| 2016                     | december 11.              | Szombathely–Nagykanizsa-vasútvonal                               | 17         | Szombathely-Rendező–Zalaszentiván                                                          | 47,898              | [ 22 ] |
| 2018                     | április 9.                | Budapest–Esztergom-vasútvonal                                    | 2          | Rákosrendező–Esztergom                                                                     | 50,138              | Villamos üzem részleges felvétele Rákosrendező – Piliscsaba között 2017. december 15-én. |
| 2019                     | május 10.                 | Körvasút                                                         | 201        | Angyalföld - Angyalföld elágazás                                                           | 1,968               | |
| 2019                     | július 3.                 | Budapest–Sátoraljaújhely-vasútvonal                              | 80         | Mezőzombor-Sátoraljaújhely                                                                 | 41,286              | |
| 2021                     | június 19.                | Börgönd–Szabadbattyán–Tapolca-vasútvonal                         | 29         | Szabadbattyán–Balatonfüred                                                                 | 54,186              | |
| 2022                     | –                         | Budapest–Pécs-vasútvonal                                         | 40         | Százhalombatta – Ercsi elágazás                                                            | 11,29               | Ercsi elkerülő – új vasútvonal. |
| 2022                     | –                         | 32                                                               | 32         | Érd alsó elágazás – Érd                                                                    | 1,7                 | Érd alsó – Érd deltavágány – új vasútvonal. |
| 2023                     | augusztus 28.             | Püspökladány–Biharkeresztes-vasútvonal                           | 101        | Püspökladány–Biharkeresztes                                                                | 50,156              | |
| 2025 (kivitelezés alatt) | –                         | Szeged–Szabadka-vasútvonal                                       | 136        | Szeged-Rendező – Röszke országhatár                                                        | 13,731              | |
| 2026 (kivitelezés alatt) | –                         | Debrecen–Füzesabony-vasútvonal                                   | 108        | Debrecen – Balmazújváros                                                                   | 27,261              | |

| Év        |      |  |      | Teljes villamosított hossz [km] |
| 1911      | 1911 |  | 52   | 52                              |
| 1913      | 1913 |  | 110  | 110                             |
| 1914      | 1914 |  | 180  | 180                             |
| 1923      | 1923 |  | 67   | 67                              |
| 1932      | 1932 |  | 161  | 161                             |
| 1934      | 1934 |  | 245  | 245                             |
| 1951      | 1951 |  | 260  | 260                             |
| 1956      | 1956 |  | 327  | 327                             |
| 1959      | 1959 |  | 347  | 347                             |
| 1961      | 1961 |  | 385  | 385                             |
| 1962      | 1962 |  | 442  | 442                             |
| 1965      | 1965 |  | 457  | 457                             |
| 1966      | 1966 |  | 500  | 500                             |
| 1967      | 1967 |  | 615  | 615                             |
| 1968      | 1968 |  | 688  | 688                             |
| 1969      | 1969 |  | 725  | 725                             |
| 1970      | 1970 |  | 885  | 885                             |
| 1971      | 1971 |  | 960  | 960                             |
| 1972      | 1972 |  | 963  | 963                             |
| 1973      | 1973 |  | 1055 | 1055                            |
| 1974      | 1974 |  | 1170 | 1170                            |
| 1975      | 1975 |  | 1239 | 1239                            |
| 1976      | 1976 |  | 1243 | 1243                            |
| 1978      | 1978 |  | 1323 | 1323                            |
| 1979      | 1979 |  | 1426 | 1426                            |
| 1980      | 1980 |  | 1535 | 1535                            |
| 1981      | 1981 |  | 1536 | 1536                            |
| 1982      | 1982 |  | 1596 | 1596                            |
| 1983      | 1983 |  | 1721 | 1721                            |
| 1984      | 1984 |  | 1814 | 1814                            |
| 1985      | 1985 |  | 1904 | 1904                            |
| 1987      | 1987 |  | 2100 | 2100                            |
| 1988      | 1988 |  | 2153 | 2153                            |
| 1989      | 1989 |  | 2195 | 2195                            |
| 1990      | 1990 |  | 2228 | 2228                            |
| 1991      | 1991 |  | 2232 | 2232                            |
| 1992      | 1992 |  | 2272 | 2272                            |
| 1994      | 1994 |  | 2302 | 2302                            |
| 1995      | 1995 |  | 2317 | 2317                            |
| 1997      | 1997 |  | 2382 | 2382                            |
| 1998      | 1998 |  | 2437 | 2437                            |
| 1999      | 1999 |  | 2500 | 2500                            |
| 2000      | 2000 |  | 2648 | 2648                            |
| 2001      | 2001 |  | 2658 | 2658                            |
| 2002      | 2002 |  | 2720 | 2720                            |
| 2004      | 2004 |  | 2770 | 2770                            |
| 2010      | 2010 |  | 2926 | 2926                            |
| 2015      | 2015 |  | 3013 | 3013                            |
| 2016      | 2016 |  | 3062 | 3062                            |
| 2018      | 2018 |  | 3112 | 3112                            |
| 2019      | 2019 |  | 3155 | 3155                            |
| 2021      | 2021 |  | 3210 | 3210                            |
| 2022      | 2022 |  | 3223 | 3223                            |
| 2023      | 2023 |  | 3278 | 3278                            |
| 2025      | 2025 |  | 3291 | 3291                            |
| 2026      | 2026 |  | 3307 | 3307                            |
| Tény Terv |      |  |      |                                 |